# 銀鏡 (正德進士)
銀鏡（1466年—？年），字本明，山西太原府忻州人，軍籍。

## 生平
治《書經》，行二，由國子生中式甲子科（1504年）山西鄉試第三名舉人，年四十三歲中式正德三年（1508年）戊辰科會試第一百六十九名，第三甲第七十名進士。授鸡泽县知县，升户部主事。

## 家族
曾祖銀德。祖父銀才興。父銀玉。母陳氏。慈侍下，兄鐸，義官；弟罍、璉。